# Bayongbong (plaats)
Bayongbong is een bestuurslaag in het regentschap Garut van de provincie West-Java, Indonesië. Bayongbong telt 7117 inwoners (volkstelling 2010).